# Ifö/Bromölla IF
Ifö Bromölla IF, eller bara Bromölla IF, är en fotbollsförening som bildades den 13 juni 1927 i Bromölla av Robert Berner. I början bestod verksamheten enbart av fotboll, sedermera upptogs bland annat friidrott, simning, bandy, bordtennis, badminton och gymnastik på programmet. Under årens lopp har flera av dessa grenar bildat egna föreningar och i Ifö/Bromölla IF finns därför bara fotbollen kvar. Klubben har både herr- och damfotboll på programmet.
1967 ändrade Bromölla IF sitt namn till Ifö Bromölla IF, efter Ifö-verken som var den störste arbetsgivaren på orten.
Bromölla är en bruksort med starka fotbollstraditioner. Under decennier har laget hållit till i de högre serierna trots att orten är liten vilket av många anses som ett bevis på att fotbollskulturen är stark i bruksorter.
Spelardräkten var från början svartvitrandig tröja och vita byxor. Samtidigt med namnändringen 1967 byttes den ut mot vita tröjor och svarta byxor. Efter det blev den svartvitrandig tröja och svarta byxor.

## Herrlaget
1942 tog klubbens herrlag steget upp till Sveriges näst högsta serie, division 2, där man blev kvar ett par år innan laget åter befann sig i division 3. Under åren 1963-1970 spelade herrlaget i division 2 södra, vilket då var den näst högsta serien i Sverige tillsammans med division 2 norra. 1967 kom herrlaget tvåa i division 2 södra, sju poäng efter Östers IF från Växjö. 1968 kom herrlaget trea, men var då bara tre poäng efter segrande Landskrona Bois, vilket är det närmaste laget varit landets högsta fotbollsserie. Under 60-talet spelade några av klubbens stora profiler i herrlaget som blivande landslagsspelarna Inge Danielsson och Dag Szepanski.
Hemmaarenan Strandängens IP var välfylld på hemmamatcherna under dessa år som var klubbens storhetstid.
1986 klarade herrlaget kvalet till division 1 där de blev kvar i två säsonger. Herrlaget låg 2008 i division 3. Den 27 september 2008 blev herrlaget klart för spel i division 2 säsongen 2009, efter att ha besegrat Nosaby borta med 3-0 i sista seriematchen. Från och med 2010 års säsong spelade laget åter i division 3, men vann serien 2017 och blev därmed klart igen för spel i division 2.

## Damlaget
Damlaget spelade  från 2008 i division 3, sedan de på två säsonger avancerat från division 5. 
Från 2015 har damlaget spelat i division 1. År 2020 nådde Ifö Bromölla IF Dam en 4:e plats i serien som då var deras bästa placeringen dittills.
Säsongen 2021 vann Ifö Bromölla IF Dam Div 1 Södra Götaland på 54 poäng, fyra poäng mer än FC Rosengårds farmarlag. Damlaget stod för 17 segrar, tre oavgjorda och endast två förluster.  Därefter vann Ifö Bromöllas damlag kvalseriematchen till Elitettan med 1-0 mot Rävåsens IK. Målet gjordes av Olivia Johansson. Vinsten mot Rävåsens IK innebar att damlaget gjorde sin bästa säsong någonsin genom att ta steget upp till Elitettan 2022. 

## Spelartruppen 2023
| Nr | Land    | Pos | Namn               |
| -- | ------- | --- | ------------------ |
| 1  | Sverige | MV  | Gabriel Lindberg   |
| 2  | Sverige | F   | André Stjärnstrand |
| 3  | Sverige | F   | Anton Edlund       |
| 6  | Sverige | MF  | Casper Rosenqvist  |
| 5  | Sverige | F   | Tomas Andersson    |
| 7  | Sverige | MF  | Elliot Andersson   |
| 8  | Sverige | MF  | Samuel Lindh       |
| 9  | Sverige | A   | Herman Olsson      |
| 10 | Sverige | A   | Christian Hansen   |
| 11 | Sverige | A   | Joel Ottosson      |
| 12 | Syrien  | A   | Waseem Jafleh      |
| 14 | Sverige | F   | Hugo Lindskog      |

| Nr | Land    | Pos | Namn               |
| -- | ------- | --- | ------------------ |
| 15 | Sverige | F   | Zack Riutta Chmiel |
| 16 | Sverige | MF  | Oskar Andersson    |
| 17 | Sverige | MF  | Viktor Bjerstedt   |
| 18 | Sverige | MF  | Jack Riutta Chmiel |
| 20 | Sverige | MF  | Zacarias Jönsson   |
| 22 | Sverige | F   | Sebastian Carrblad |
| 24 | Sverige | MF  | Elias Gran         |
| 28 | Sverige | A   | Jacob Emilsson     |
| 31 | Sverige | F   | Robin Cederberg    |
| 90 | Sverige | MV  | Kristian Önnervik  |
| 90 | Sverige | MV  | Oscar Lavesson     |
| 93 | Sverige | MF  | Melvin Ljungqvist  |

## Kända spelare
- Adam Berner
- Inge Danielsson
- Marcus Lantz
- Fredrik Larsson
- Marcus Ringberg
- Dag Szepanski
- Bo Thern
- Jesper Westerberg